# نادي تيباتيتلان
نادي تيباتيتلان (بالإسبانية: .Tepatitlán F.C)‏ المعروف باسم Alteños de Tepatitlán، أو Tepa فقط، هو نادي كرة قدم مكسيكي مقره في Tepatitlán. تأسس النادي في عام 1944، ويلعب حاليًا في Liga de Expansión MX.